# Predanophora longiuscula
Predanophora longiuscula är en mossdjursart som först beskrevs av Harmer 1957.  Predanophora longiuscula ingår i släktet Predanophora och familjen Celleporidae. Inga underarter finns listade i Catalogue of Life.